# Лауру-ди-Фрейтас
Лауру-ди-Фрейтас (порт. Lauro de Freitas) — муниципалитет в Бразилии, входит в штат Баия. Составная часть мезорегиона Агломерация Салвадор. Находится в составе крупной городской агломерации Агломерация Салвадор. Входит в экономико-статистический микрорегион Салвадор. Население составляет 142 307 человек на 2007 год. Занимает площадь 59,905 км². Плотность населения — 2434,4 чел./км².
Праздник города — 31 июля.

## История
Город основан в 1962 году.

## Статистика
- Валовой внутренний продукт на 2005 год составляет 1 701 789 902 реала (данные: Бразильский институт географии и статистики).
- Валовой внутренний продукт на душу населения на 2005 год составляет 12 046 реалов (данные: Бразильский институт географии и статистики).
- Индекс развития человеческого потенциала на 2000 год составляет 0,771 (данные: Программа развития ООН).

## География
Климат местности: тропический.